# Molhașurile Căpățânei
Molhașurile Căpățânei alcătuiesc o arie protejată de interes național ce corespunde categoriei a IV-a IUCN (rezervație naturală de tip botanic), situată în județul Alba, pe teritoriul administrativ al comunei Bistra.

## Localizare
Aria naturală se află în Munții Apuseni (grupare ce aparține lanțului muntos al Carpaților Occidentali) la o altitudine de 1.600 m, în partea nord-vestică a județului Alba și cea nord-estică a satului Cheleteni.

## Descriere
Rezervația naturală  a fost declarată arie protejată prin Legea Nr. 5 din 6 martie 2000 publicată în Monitorul Oficial al României Nr. 152 din 12 aprilie 2000 (privind aprobarea planului de amenajare a teritoriului național - Secțiunea a III-a -  arii protejate) și se întinde pe o suprafață de 5 de hectare.
Aria protejată este inclusă în situl de importanță comunitară (Natura 2000) - Molhașurile Căpățânei (sit SCI) și reprezintă o zonă  montană în Apuseni (tinoave, ochiuri de apă, mlaștini oligotrofe, turbării, pajiști, pășuni, păduri), aflată între Vârful Căpățâna și Vârful Balomireasa (1.632 m). Aceasta adăpostește trei tipuri de habitate naturale de interes comunitar (Păduri acidofile de Picea abies din regiunea montană - Vaccinio-Piceetea; Turbării active și Turbării cu vegetație forestieră) și protejează mai multe specii faunistice (mamifere, reptile, amfibieni) și floristice (arbori, arbusti, ierburi și flori) caracteristice lanțului carpatic al Occidentalilor.
Specii faunistice protejate la nivel european prin Directiva CE 92/43/CE din 21 mai 1992 (privind conservarea habitatelor naturale și a speciilor de faună și floră sălbatică) sau aflate pe lista roșie a IUCN, semnalate în arealul rezervației: urs brun (Ursus arctos), cerb (Cervus elaphus), șopârla de munte (Lacerta vivipara), ivorașul cu burta galbenă (Bombina variegata), broasca roșie de munte (Rana temporaria), tritonul comun transilvănean (Triturus vulgaris ampelensis).
Printre speciile vegetale întâlnite în rezervație se află câteva rarități floristice (arbusti, flori și ierburi) protejate prin aceeași Directivă a Consiliului European 92/43/CE din 21 mai 1992; astfel: jneapăn (Pinus mugo), răchițele (Vaccinium oxycoccus ssp. microcarpum), afin vânăt (Vaccinium uliginosum), odolean (Valeriana dioica ssp. simplicifolia), ruginare (Andromeda polifolia), roua cerului (Drosera rotundifolia), o specie de roua cerului (Drosera intermedia), bumbăcăriță (Eriophorum angustifolium), pufuliță (Epilobium palustre), sânzâiene (Galium uliginosum), buhăieș (Listera cordata), pipirigul-cerbilor (Scheuchzeria palustris), țăpoșică (Nardus stricta), vuitoare (Empetrum nigrum), bucățel (Agrostis canina), iarbă neagră (Calluna vulgaris), rogoz (Carex echinata, Carex curta, Carex pauciflora, Carex limosa, Carex magellanica, Carex rostrata).